# AI-2 (メディカルキット)
AI-2 (露:АИ-2) は，ロシア連邦軍・ソビエト連邦軍が使用するメディカルキットである。　

## 解説
АИ–2は黄色い持ち運べるサイズのケースであり，中には Противоболевое средствоと呼ばれる麻酔薬であり，モルヒネを代替する合成薬物で，効果はモルヒネと似たような効用がある。主に，広範囲の傷・火傷、または骨折の場合に使用されるのが一般的である。
しかし，これはモルヒネと似た効果があるがために，通販サイトなどで販売される場合は麻酔薬が取り除かれた状態で販売されている。実際にAmazonでは，AI-2のメディカルキットが販売されている(2024年8月11日時点)が、Противоболевое средствоのみ取り除かれている。
Средство при отравлении ФОВ (有機リン化合物に対する解毒剤)
Средство при отравлении ФОВは有機リン化合物に対する解毒剤であり、メディカルキットの中の赤いケースに入れられている。。一般的に有機リン化合物は有毒なものが多く、毒ガス等の化学兵器に用いられている。
サリンなども有機リン化合物の一種である。
この解毒剤は、その有機リン化合物に作用するのを防ぐために使用される。
Противобактериальное средство (抗菌薬)
Противобактериальное средство は、いわゆるサルファ剤と呼ばれる物で、 スルファジメトキシン0.2gの錠剤が15錠入っている。
負傷した際に、傷口からの細菌感染を防ぐ目的で服用される。
Радиозащитное среостоот №1 (放射線防護剤№1)
Радиозащитное среостоот №1は， 放射線防護剤であり，" シスタミン"と呼ばれる薬剤の錠剤が入っている。
このシスタミンには放射線の照射に対する保護作用があるとソビエト連邦では呼ばれている。
Противобактериальное средстмво (抗生物質)
Противобактериальное средстмво は，テトラエンサリン塩酸塩と言う薬剤が入っている。
かなり広い範囲の細菌に効く抗生物質であり，Противобактериальное средствоの抗菌剤と同じような目的で使用される。
Радиозащитное средство (放射線防護剤№2)
これはヨウ素剤であり，ヨウ化カリウムが入っている。
放射性ヨウ素が体に吸収されるのを防ぐ効果がある。
Противореотное средство (制吐剤)
ペルフェナジンという薬剤の錠剤が入っており、吐き気を抑える効果がある。
頭部に外傷を受けた際などの吐き気に対して使用すると言われている。
ИПП (IPP、滅菌包帯)
ゴム引きのような布製のパッケージに収められている包帯。ガーゼと包帯がセットになっている。
止血帯と一緒にカラシニコフのストックに巻き付けているのも目撃されている。
Жгут (止血帯)
ゴム製の紐。
ソビエト連邦によるアフガニスタン侵攻では、AK-74のストックに巻き付けているソ連兵も目撃されている。
ソビエト連邦時代から使われており、現在でもロシア連邦軍でほとんど形を残した状態で使用されている。
この止血帯には，前期型と後期型があり，主に現在のロシア連邦軍では後期型が使用されることが多い。